# Mecynargus pyrenaeus
Mecynargus pyrenaeus là một loài nhện trong họ Linyphiidae.
Loài này thuộc chi Mecynargus. Mecynargus pyrenaeus được J. Denis miêu tả năm 1950.